# Hopea ferrea
Hopea ferrea är en tvåhjärtbladig växtart som beskrevs av Lanessan. Hopea ferrea ingår i släktet Hopea och familjen Dipterocarpaceae. Inga underarter finns listade i Catalogue of Life.

## Bildgalleri

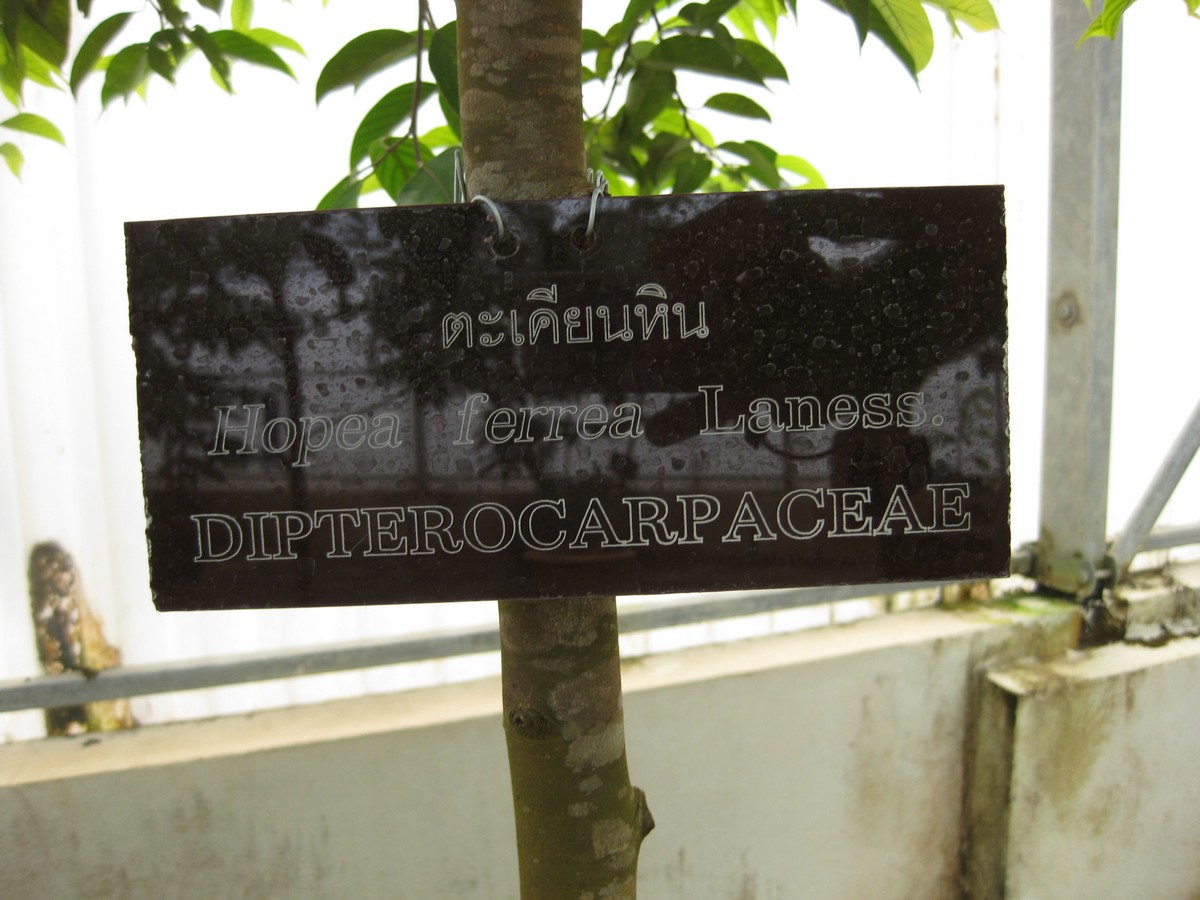
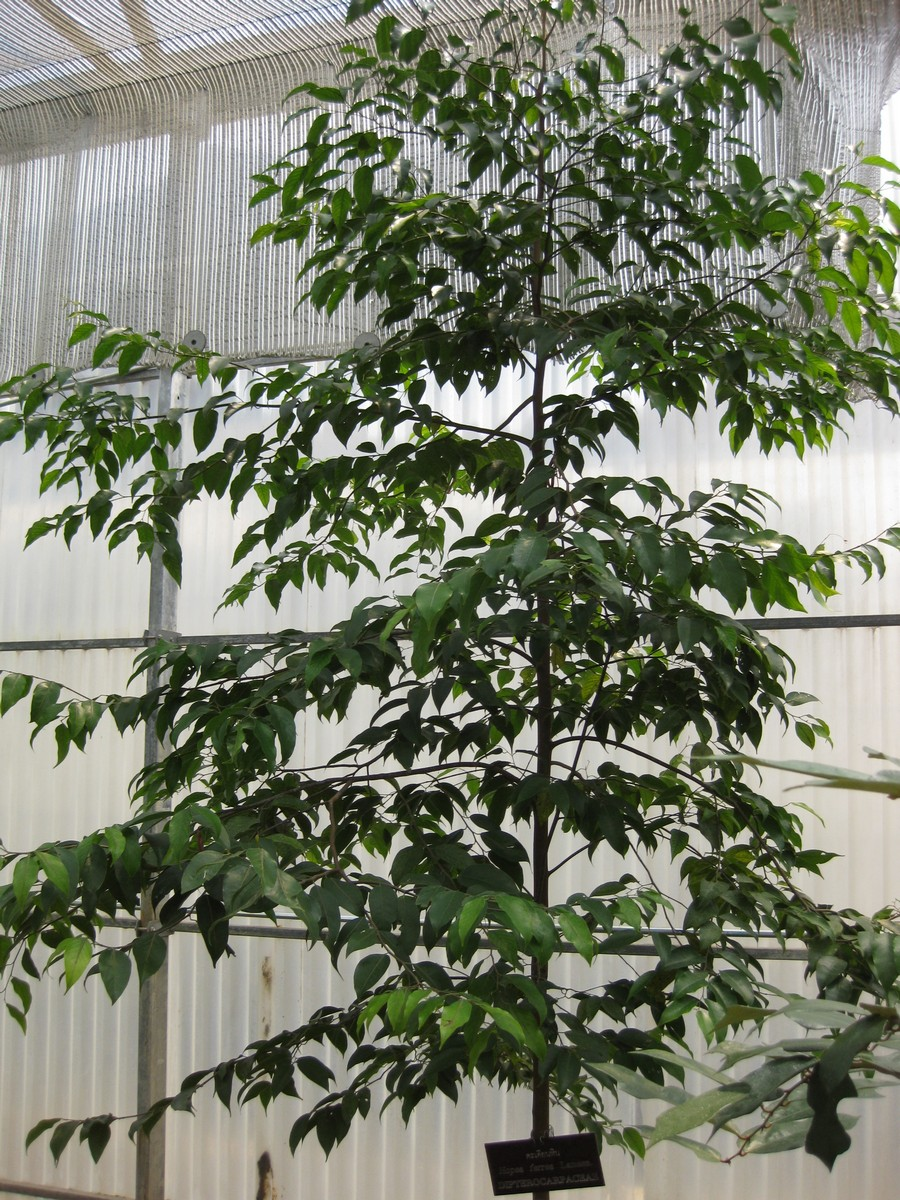
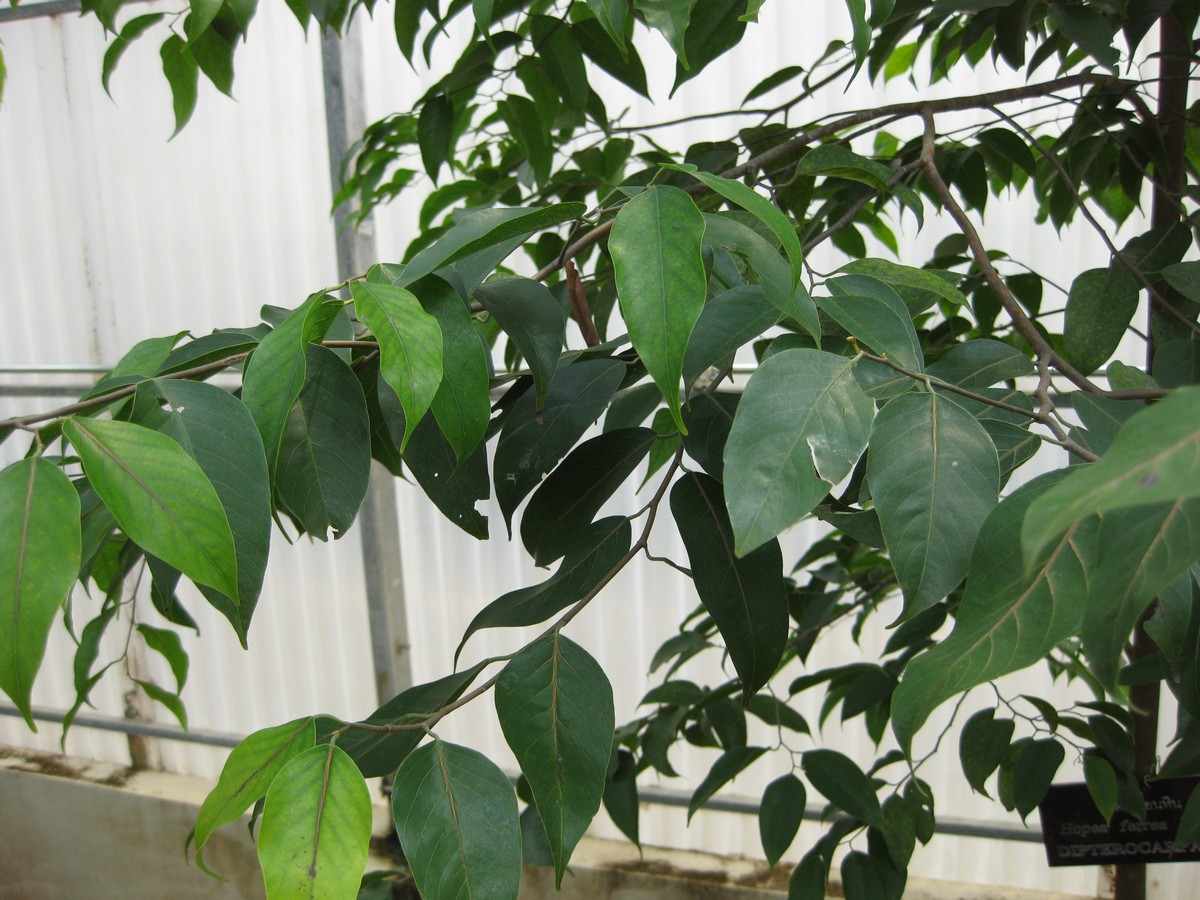
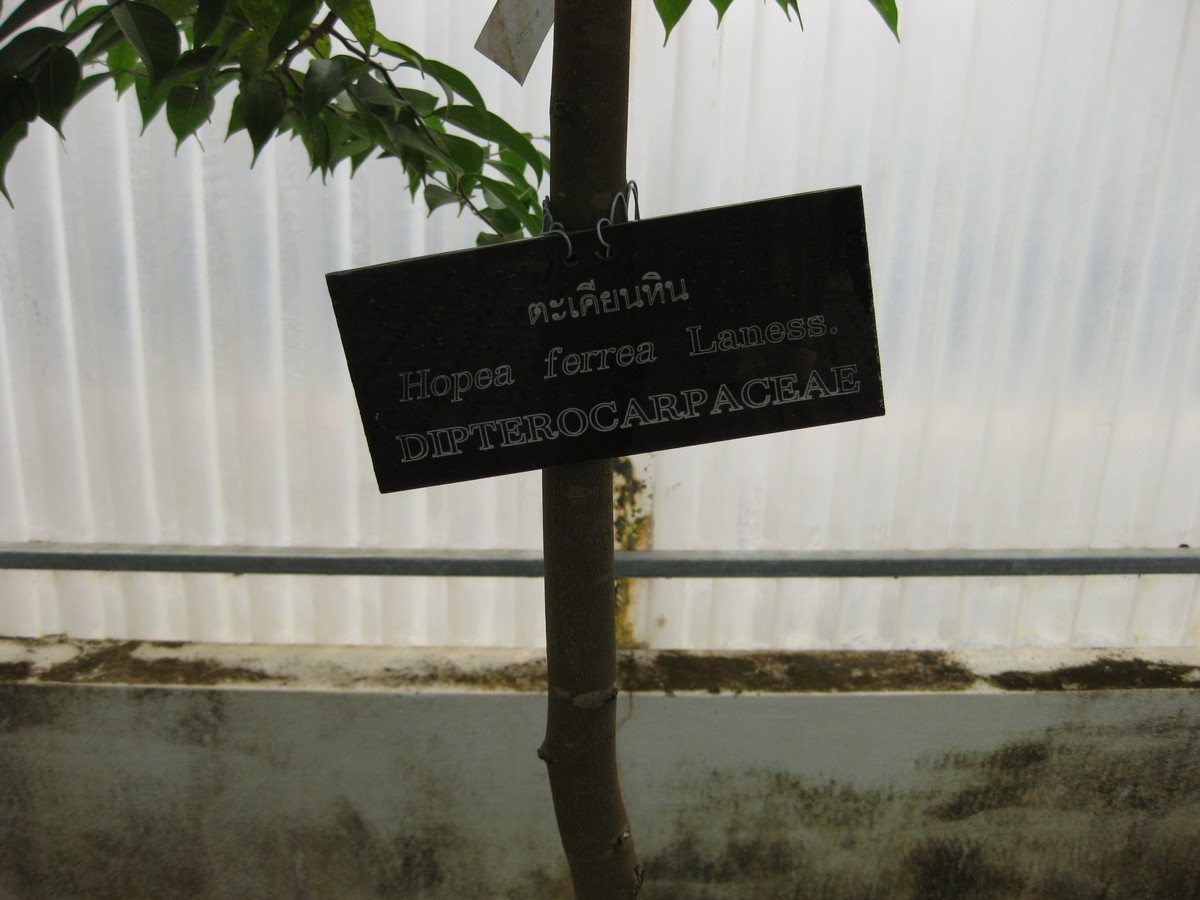